# 1974 Голяма награда на Германия
1974 Голяма награда на Германия е 22-рото за Голямата награда на Германия и единадесети кръг от сезон 1974 във Формула 1, провежда се на 4 август 1974 година на пистата Нюрбургринг близо до град Нюрбург, Германия.

## Репортаж
Няколко промени настъпиха след края на ГП на Великобритания. В Исо Марлборо, Жак Лафит, който първоначално е нает от отбора на Токен за участие за ГП на Франция, преди да се оттеглят, е поредното ново попълнение в тима, докато опитният пилот от Формула 5000 Иън Ашли е нает от последния. Крис Еймън и неговият тим се завръщат в колоната след като пропуснаха състезанията от Швеция насам.

### Квалификация
Така както е в Брандс, V12 двигателя на Ферари отново имаше чисто превъзходство пред конкуренцията, позволявайки на Ники Лауда да постигне поредната си пол-позиция, със съотборника си Клей Регацони до него на първа редица. Другите претенденти за титлата Емерсон Фитипалди и Джоди Шектър са на втора редица пред Патрик Депайе, Карлос Ройтеман, Дени Хълм, Рони Петерсон (тествайки Лотус 72 с компоненти от 76), Джаки Икс и Йохен Мас. От пилотите, които не успяха да намерят място за състезанието, Ашли се представи добре, като е само на 2.4 секунди и е поставен като първа резерва. Еймън се разболя в петък, след като успя да направи малко обиколки. Той изпрати австралийския състезател от Формула 3, Лари Пъркинс като заместник на новозеландеца, но самият той не се представи убедително. Хоудън Гънли обаче нямаше добър късмет, след като катастрофира Маки-то си на Хатзенбах и в резултат на това той си нарани тежко и двата си крака, макар самия Гънли да излезе от болида си преди да колабира.

### Състезание
Въпреки силния дъжд в събота, позната голяма публика отново се събра на трасето за състезанието. След като пилотите се наредиха на своите места, трасето остана сухо, но небето все още е облачно. Самите организатори планираха да спрат състезанието ако дъждът започне в първите обиколки, след което да се направи рестарт след като дъждът спре. Ако дъждът завали между четвъртата и осмата обиколка, всички пилоти трябват незабавно да спрат в бокса за смяна с мокри гуми, но ако дъждът завали след осмата обиколка, състезанието ще продължи както е планирано.
Ролята на Ашли като първа резерва, зае позицията си за състезанието заедно с втората резерва Дерек Бел. Екшънът се разви още на старта, след като Регацони успя да изскочи пред Лауда, докато Фитипалди е изправен от Депайе, заради трудности с превключване на предавка. Съотборникът му Хълм обаче удари Макларън-а на бразилеца, след като е блокиран от също направилия добър старт Икс. Новозеландецът отпадна със счупено окачване, докато Фитипалди продължи с наклонена задна лява гума.
Лауда се свлече до трета позиция, след като е изпреварен от Шектър. Австриецът се опита да си върне позицията си от южно-африканеца на завоя Нордкехр, преди да загуби контрол и да се удари право в мантинелата. В края на първата обиколка Регацони вече водеше с голяма преднина пред втория Шектър. Джон Уотсън напусна надпреварата със счупено окачване, а дебюта на Лафит завърши, след като задната част на болида се повреди. Междувременно Хълм се върна в бокса на Макларън, вземайки резервния болид, преди да бъде дисквалифициран от организаторите две обиколки по-късно. По това време Фитипалди отпадна от състезанието, след като наклонената задна лява гума му повлия негативно върху управлението на неговата машина.
Контактът с Лауда, попречи на Шектър да се доближи до оцелялото Ферари на Регацони, след което е в полезрението на Ройтеман. Мас продължи блестящото си представяне от квалификацията, движейки се четвърти пред Лотус-а на Петерсон, Депайе, Икс, Майк Хейлууд и Артуро Мерцарио. Джеймс Хънт, Жан-Пиер Жарие и Жан-Пиер Белтоаз са следващите, преди БРМ да се откаже в петата обиколка, след като неочаквано двигателя умря, последван от Мерцарио с повреда в дросела и от Верн Шупан, който повреди скоростната си кутия на Инсайн-а.
Тогава част от трасето е засегнато от лекия дъжд, което причини силно усещане за феновете, но организаторите решиха състезанието да продължи. Битката за четвъртата позиция се нажежи след като Петерсон и Икс изпревариха Хейлууд и Мас, докато Депайе се удари в бариерата в шестата обиколка. Шведът скоро загуби позицията си от белгиеца, след което загуби позиции и от Хейлууд и от Мас. Хънт отпадна от осма позиция с повреда по скоростната кутия, давайки позицията си на Жарие.
Усиленото каране на Мас приключи в 11-а обиколка, след като двигателя му гръмна, оставяйки Хейлууд да се справи с двата Лотус-а за четвърта позиция, докато Том Прайс (стартирайки от 11-а позиция), лека полека си проби път напред, стигайки до седма позиция пред Марч-а на Ханс-Йоахим Щук и Жарие, докато Ашли спря в бокса за оглед на болида. Най-сериозният инцидент настъпи в обиколка преди финала, след като Хейлууд изчезна от класирането. Причината е че Макларън-а на англичанина се приземи лошо на Пфанцгартен, изстрелвайки се право в мантинелата, от който двата му крака пострадаха тежко от удара.
Регацони пресече финалната линия за втората си победа за сезона, с около петдесет секунди пред втория Шектър. Южно-африканецът успя да изчезне от Ройтеман, след като задното крило на Брабам-а се разпадна, накрая финиширайки на секунда пред Петерсон, който се справи с Икс за четвъртото място. Прайс постигна първата си точка, благодарение най-вече на отпадането на Хейлууд преди това, докато Щук остана без гориво, но завършвайки седми пред Жарие, Греъм Хил, Анри Пескароло, Бел, Карлос Паче и Виторио Брамбила (финиширайки въпреки една от гумите да се разпадне). Накрая затруднените организатори решиха да класират Ашли и Хейлууд 14-и и 15-и, вместо да оправят проблема с резервния пилот при предишния.

## Класиране
| Поз | No | Пилот             | Конструктор      | Оби. | Време/Отпадане  | Място | Точки |
| --- | -- | ----------------- | ---------------- | ---- | --------------- | ----- | ----- |
| 1   | 11 | Клей Регацони     | Ферари           | 14   | 1:41:35.0       | 2     | 9     |
| 2   | 3  | Джоди Шектър      | Тирел-Форд       | 14   | + 50.7          | 4     | 6     |
| 3   | 7  | Карлос Ройтеман   | Брабам-Форд      | 14   | + 1:23.3        | 6     | 4     |
| 4   | 1  | Рони Петерсон     | Лотус-Форд       | 14   | + 1:24.2        | 8     | 3     |
| 5   | 2  | Джаки Икс         | Лотус-Форд       | 14   | + 1:25.0        | 9     | 2     |
| 6   | 16 | Том Прайс         | Шедоу-Форд       | 14   | + 2:18.1        | 11    | 1     |
| 7   | 9  | Ханс-Йоахим Щук   | Марч-Форд        | 14   | + 2:58.7        | 20    |       |
| 8   | 17 | Жан-Пиер Жарие    | Шедоу-Форд       | 14   | + 3:25.9        | 18    |       |
| 9   | 26 | Греъм Хил         | Лола-Форд        | 14   | + 3:26.4        | 19    |       |
| 10  | 15 | Анри Пескароло    | БРМ              | 14   | + 4:17.7        | 24    |       |
| 11  | 18 | Дерек Бел         | Съртис-Форд      | 14   | + 5:17.7        | 25    |       |
| 12  | 8  | Карлос Паче       | Брабам-Форд      | 14   | + 6:26.3        | 17    |       |
| 13  | 10 | Виторио Брамбила  | Марч-Форд        | 14   | + 8:43.1        | 23    |       |
| 14  | 32 | Иън Ашли          | Токен-Форд       | 13   | + 1 Об.         | 20    |       |
| 15  | 33 | Майк Хейлууд      | Макларън-Форд    | 12   | Инцидент        | 12    |       |
| Отп | 19 | Йохен Мас         | Съртис-Форд      | 10   | Двигател        | 13    |       |
| Отп | 24 | Джеймс Хънт       | Хескет-Форд      | 10   | Ск.кутия        | 10    |       |
| Отп | 4  | Патрик Депайе     | Тирел-Форд       | 5    | Инцидент        | 5     |       |
| Отп | 20 | Артуро Мерцарио   | Исо Малборо-Форд | 5    | Дросел          | 16    |       |
| Отп | 14 | Жан-Пиер Белтоаз  | БРМ              | 4    | Горивна система | 15    |       |
| Отп | 22 | Верн Шупан        | Инсайн-Форд      | 4    | Ск.кутия        | 22    |       |
| Отп | 5  | Емерсон Фитипалди | Макларън-Форд    | 2    | Окачване        | 3     |       |
| Отп | 21 | Жак Лафит         | Исо Малборо-Форд | 2    | Окачване        | 21    |       |
| Отп | 28 | Джон Уотсън       | Брабам-Форд      | 1    | Окачване        | 14    |       |
| Отп | 12 | Ники Лауда        | Ферари           | 0    | Инцидент        | 1     |       |
| Отп | 6  | Дени Хълм         | Макларън-Форд    | 0    | Инцидент        | 7     |       |
| НКв | 37 | Франсоа Миго      | БРМ              |      |                 |       |       |
| НКв | 23 | Тим Шенкен        | Троян-Форд       |      |                 |       |       |
| НКв | 27 | Гай Едуардс       | Лола-Форд        |      |                 |       |       |
| НКв | 30 | Лари Пъркинс      | Еймън-Форд       |      |                 |       |       |
| НКв | 30 | Крис Еймън        | Еймън-Форд       |      |                 |       |       |
| НКв | 25 | Хоудън Гънли      | Маки-Форд        |      |                 |       |       |

## Класиране след състезанието
| Поз | Конструктор       | Точки |
| --- | ----------------- | ----- |
| 1   | Клей Регацони     | 44    |
| 2   | Джоди Шектър      | 41    |
| 3   | Ники Лауда        | 38    |
| 4   | Емерсон Фитипалди | 37    |
| 5   | Рони Петерсон     | 22    |
| 6   | Карлос Ройтеман   | 14    |
| 7   | Майк Хейлууд      | 12    |
| 8   | Дени Хълм         | 12    |

| Поз | Конструктор   | Точки   |
| --- | ------------- | ------- |
| 1   | Ферари        | 57      |
| 2   | Макларън-Форд | 49 (51) |
| 3   | Тирел-Форд    | 45      |
| 4   | Лотус-Форд    | 29      |
| 5   | Брабам-Форд   | 15      |
| 6   | БРМ           | 10      |
| 7   | Шадоу-Форд    | 7       |
| 8   | Марч-Форд     | 5       |